# Englische Badmintonmeisterschaft 1985
Die Englische Badmintonmeisterschaft 1985 fand bereits vom 12. bis zum 14. Dezember 1984 im Coventry S.C. in Coventry statt. Es war die 22. Austragung der nationalen Titelkämpfe von England im Badminton.	

## Titelträger
| Disziplin    | Gold                         | Silber                         |
| ------------ | ---------------------------- | ------------------------------ |
| Herreneinzel | Steve Baddeley               | Andy Goode                     |
| Dameneinzel  | Fiona Elliott                | Sara Halsall                   |
| Herrendoppel | Steve Baddeley Mike Tredgett | Chris Dobson Dipak Tailor      |
| Damendoppel  | Gillian Clark Gillian Gowers | Gillian Gilks Paula Kilvington |
| Mixed        | Dipak Tailor Gillian Gilks   | Andy Goode Gillian Gowers      |

## Finalresultate
| Disziplin    | Sieger                       | Finalist                       | Ergebnis            |
| ------------ | ---------------------------- | ------------------------------ | ------------------- |
| Herreneinzel | Steve Baddeley               | Andy Goode                     | 15–11, 18–17        |
| Dameneinzel  | Fiona Elliott                | Sara Halsall                   | 11–4, 11–5          |
| Herrendoppel | Steve Baddeley Mike Tredgett | Dipak Tailor Chris Dobson      | 12–15, 15–12, 15–10 |
| Damendoppel  | Gillian Clark Gillian Gowers | Gillian Gilks Paula Kilvington | 15–6, 10–15, 18–15  |
| Mixed        | Dipak Tailor Gillian Gilks   | Andy Goode Gillian Gowers      | 15–11, 7–2          |